# Artistique-Europameisterschaft 1987

Logo CEB (ausrichtender Verband)

Veranstaltungsort:
Gorssel

Die Billard-Artistique-Europameisterschaft 1987 war das 30. Turnier in dieser Disziplin des Karambolagebillards und fand vom 3. bis zum 5. April 1987 in Gorssel, einem Ortsteil von Lochem, statt.

## Modus
Gespielt wurden 68 verschiedene Figuren mit verschiedenen Punktewertungen. Jeder Teilnehmer hatte pro Figur drei Versuche. Die maximale Punktzahl betrug 500 Punkte.

Gewertet wurde wie folgt:
1. Punkte = Erzielte Punkte
2. Versuche = Anzahl der gespielten Versuche
3. gelöste Figuren = gelöste Figuren
4. HS = Punkte der nacheinander gelösten Figuren
5. % = Prozentual gelöste Figuren

## Abschlusstabelle
| Platz                        | Name               | Punkte | Versuche | gel. Figuren | HS | %       |
| ---------------------------- | ------------------ | ------ | -------- | ------------ | -- | ------- |
| 1                            | Jean Bessems       | 389    | 132      | 56           | 82 | 77,80 % |
| 2                            | Raymond Steylaerts | 326    | 148      | 47           | 50 | 65,20 % |
| 3                            | Léo Corin          | 322    | 152      | 46           | 70 | 64,40 % |
| 4                            | Xavier Fonellosa   | 299    | 143      | 44           | 52 | 59,80 % |
| 5                            | Jean Reverchon     | 298    | 145      | 43           | 50 | 59,60 % |
| 6                            | Jordi Oliver       | 280    | 153      | 39           | 35 | 56,00 % |
| 7                            | Norbert Schmidt    | 279    | 154      | 40           | 43 | 55,80 % |
| 8                            | Jan Brunnekreef    | 270    | 156      | 40           | 56 | 54,00 % |
| 9                            | Angelo Casales     | 244    | 161      | 35           | 45 | 48,80 % |
| 10                           | Andreas Horvath    | 227    | 166      | 34           | 38 | 45,40 % |
| Turnierdurchschnitt: 58,68 % |                    |        |          |              |    |         |